# Форинър
„Форинър“ (на английски: Foreigner) е британско-американска рок група, първоначално създадена в Ню Йорк през 1976 г. от британския китарист и композитор Мик Джонс и бившия член на „Кинг Кримсън“ – Иън Макдоналд, заедно с американския певец Лу Грам. Името на групата произлиза от това, че Мик Джонс, Иън Макдоналд и Денис Елиът са британци, докато Лу Грам, Ал Грийнууд и Ед Галярди са американци.
През 1977 г. „Форинър“ издават своя едноименен дебютен албум Foreigner, първият от четири поредни албума, които са наградени с най-малко по пет платинени награди в САЩ. Foreigner достига до 4-то място в класацията за албуми в САЩ и в Топ 10 в Канада и Австралия, като същевременно от него произлизат два хита в Топ 10 в Северна Америка – Feels Like the First Time и Cold as Ice. Следващият албум Double Vision (1978), е още по-успешен, достигайки до 3-то място в Северна Америка с два хитови сънгъла Hot Blooded, като № 3 в двете страни и заглавната песен Double Vision, заемаща позиции съответно № 2 в САЩ и № 7 в Канада. Третият албум на Форинър Head Games (1979) се изкачва до № 5 в Северна Америка и донася още два сънгъла на групата в топ 20, включително заглавната Head Games.
През 1981 г. останалите четирима музиканти в групата, издават едноименният 4, който остава под № 1 в САЩ 10 седмици и заема позиция № 2 в Канада, като същевременно се превръща в първият албум на „Форинър“ постигнал успех извън Северна Америка, след като достига Топ 5 във Великобритания, Германия и Австралия. 4 е изключително успешно издание, съдържащо някои от най-успешните сингли на групата, сред които станалия първи техен хит в Германия Urgent (№ 1 в Канада, № 7 в САЩ Топ Рок песни и № 4 в „Билборд Хот 100“) и Waiting for a Girl Like You останала под № 2 в САЩ и Канада за рекордните 10 седмици, оглавявайки Топ Рок песни в САЩ, това е и първият техен сънгъл, достигнал Топ 10 във Великобритания и Австралия. През 1982 г. е издадена първата им компилация с най-големите хитове на групата Records, от която се продават седем милиона копия в САЩ. През 1984 г. „Форинър“ издават най-успешния си сингъл, баладата I Want to Know What Love Is, която оглавява класациите на САЩ, Великобритания, Канада и Австралия, достига № 3 в Германия и Топ 10 в много други страни. Следва Agent Provocateur (1984) – най-успешният им албум във Великобритания, Германия и някои други страни в Европа, където достига № 1, като същевременно заема позция № 3 в Австралия и № 4 в САЩ.
След три годишна почивка, „Форинър“ издават Inside Information (1987), който въпреки сингъла Say You Will (№ 6 САЩ и Австралия, № 1 в САЩ Топ Рок песни) отбелязва значителен спад в продажните, за разлика от предните издания на групата, достигайки Топ 10 в няколко европейски страни и № 15 САЩ. Последните три албума на „Форинър“ Unusual Heat (1991), без Лу Грам, които напуска поради включването на синтезатори в творчеството им, Mr. Moonlight (1994) с Грам отново на вокалите и Can't Slow Down (2009), отново без Грам, не постигат значителен търговски успех и не заемат високи позции в международните класации за албуми. Въпреки това „Форинър“ е една от най-продаваните музикални групи в историята на музиката с около 80 милиона броя по цял свят, включително 37,5 милиона в САЩ. Основателят на групата Мик Джоунс в продължение на много години е единственият член-основател, който и понастоящем участва в състава.

## Дискография

### Студио албуми
1. Foreigner (1977) #4 САЩ 5x платинен
2. Double Vision (1978) #3 САЩ; #32 Англия 7x платинен
3. Head Games (1979) #5 САЩ 5x платинен
4. 4 (1981) #1 САЩ; #4 UK 6x Англия
5. Agent Provocateur (1984) #4 САЩ; #1 Англия 3x платинен
6. Inside Information (1987) #15 САЩ; #64 Англия платинен
7. Unusual Heat (1991) #117 САЩ; #56 Англия
8. Mr. Moonlight (1994) #136 САЩ; #59 Англия
9. Can't Slow Down (2010)

### Албуми на живо
1. Classic Hits Live/Best of Live (1993)
2. Live in '05 (2006)
3. Live in Chicago (2011)

### Видео издания
1. Foreigner (2001)
2. 4 (2001)
3. Foreigner: All Access Tonight (2003)

### Компилации
1. Records (1982) #10 САЩ 7x платинен, #58 Англия
2. The Very Best of (1992)
3. The Very Best of... and Beyond (1992) #123 САЩ 2x платинен, #19 Англия
4. JukeBox Hero: Best of (1994)
5. The Platinum Collection (1999)
6. Rough Diamonds #1 (1999)
7. Hot Blooded and Other Hits (2000)
8. Anthology: Jukebox Heroes (2000)
9. Complete Greatest Hits (2002) #80 САЩ
10. The Definitive (2002) #33 Англия
11. The Essentials (2005)
12. Extended Versions (2006)
13. The Definitive Collection (2006)